# HansA TeutonicA (Spiel)
HansA TeutonicA ist ein Brettspiel für 2 bis 5 Spieler ab 12 Jahren von Andreas Steding mit Grafiken von Dennis Lohausen. Es erschien 2009 im Argentum Verlag.

## Inhalt
- 1 Spielplan (Vorderseite für 4–5, Rückseite für 1–3 Spieler)
- Spielmaterial aus Holz
  - 135 Händler, je 27 Würfel in den Spielerfarben blau, gelb, grün, rot und violett
  - 20 Großhändler, je 4 Scheiben in den Spielerfarben blau, gelb, grün, rot und violett
  - 1 schwarzer Stein für die Leiste "Städte mit voll besetzten Niederlassungen"
  - 1 Figur für das Zweipersonenspiel
- Material aus Pappe:
  - 16 Bonusmarker:
    - 5× zusätzliche Niederlassung
    - 2× Niederlassungstausch
    - 2× +3 Aktionen
    - 2× +4 Aktionen
    - 3× +1 Eigenschaft
    - 2× Händlersteine entfernen

  - 5 Spielertableaus
  - 4 Pappplättchen mit Soldaten
- Spielanleitung (24 DIN-A4-Seiten, deutsch und englisch)

## Beschreibung
Der Spielplan zeigt Nordwestdeutschland zwischen Groningen und Köln im Westen und Lübeck und Halle an der Saale im Osten zur Zeit der Hanse. In den Städten gibt es Handelsniederlassungen und zwischen den Städten Handelsrouten, die von den Spielern besetzt werden. Jeder Spieler erhält einen Schreibtisch (Spielertableau), seine 27 Händler und die 4 Großhändler und legt sie auf die entsprechenden Felder auf seinem Schreibtisch, wobei das jeweils erste Feld frei wird, wodurch der Startwert in der Eigenschaft definiert ist. Ein Händlerwürfel wird auf das Feld 0 der Prestigepunktleiste (Kramerleiste) gelegt. Die Spieler legen abhängig von ihrer Startposition unterschiedlich viele ihrer Händler in ihren Vorrat, die übrigen werden in die Kasse gelegt. Die einzelnen Felder auf den Spielertableaus bestimmen die Punkte, die die Spieler für ihr größtes Netzwerk erhalten, wie viele Aktionen ihnen pro Zug zur Verfügung stehen, welche Niederlassungen in den Städten mit Händlersteinen besetzt werden dürfen, wie viele umgesetzt werden dürfen und wie viele aus der Kasse genommen werden können. In seinem Zug darf der Spieler – abhängig von seiner zur Verfügung stehenden Aktionszahl – beliebig oft folgende Aktionen durchführen:
- Einnahmen nehmen, d. h. Händlersteine aus der Kasse in seinen Vorrat überführen
- 1 eigenen Händlerstein einsetzen, indem er ihn auf einen freien Verbindungspunkt einer Handelsroute setzt.
- 1 gegnerischen Händlerstein durch einen eigenen ersetzen. Dafür müssen dann 1 oder 2 Händlersteine an die Kasse abgegeben werden. Der Gegner darf seinen verdrängten Händlerstein sowie 2 aus der Kasse auf angrenzende Handelsrouten setzen.
- 2 bis 5 eigene Händlersteine umsetzen.
- 1 Handelsroute einrichten, wodurch Prestigepunkte erhalten werden können und Bonusmarker erhalten werden und ggf. eine Eigenschaft (auf dem Spielertableau) weiterentwickelt wird, eine Niederlassung besetzt werden kann oder Sonderprestigepunkte erhalten werden können.

Das Spiel endet wenn ein Spieler entweder 20 oder mehr Prestigepunkte hat, die Bonusmarker verbraucht sind wenn sich ein Spieler 1 Bonusmarker nehmen dürfte oder alle Niederlassungen in den Städten besetzt sind. Danach erhalten die Spieler zu ihren bereits erzielten Prestigepunkten noch Punkte für voll entwickelte Eigenschaften, die gesammelten Bonusmarker, Sonderprestigepunkte, die meisten Niederlassungen in jeder Stadt und das größte Netzwerk. Wer die meisten Prestigepunkte hat gewinnt, bei Gleichständen gibt es verschiedene Tiebreaker.

## Auszeichnungen
- 2010: Spiel des Jahres – Empfehlungsliste
- 2010: 5. Platz beim Deutschen Spielepreis
- 2010: Nominiert für den International Gamers Award
- 2010: Spiele Hit für Experten
- 2011: Nederlandse Spellenprijs

## Erweiterungen
2010 erschien "Die Ost-Erweiterung", die Seewege in den Osten und neue Herausforderungen ins Spiel bringt.

## Spielkritiken
- Spielbox Ausgabe 7/09: "Göttingen als Nabel der Welt"